# Матфей (митрополит Киевский)
Митрополит Матфей (XII век — 19 августа 1220) — митрополит Киевский и всея Руси (1200-е — 19 августа 1220).
По происхождению грек. Посвящение на русскую митрополию принял в Царьграде. Был преемником Никифора II, который скончался, возможно, вскоре после 1201 года. В таком случае он мог быть посвящён ещё патриархом Иоанном X Каматиром, который после падения Константинополя в 1204 году и до самой своей кончины в начале 1206 года имел местопребывание во Фракии. Допустимо и предположение, что вследствие крушения Византии киевская кафедра несколько лет пустовала. Если так, то Матфей мог быть поставлен только новым никейским патриархом Михаилом IV Авторианом, вступившим в должность весной 1208 года, и прибыл в Киев не ранее 1209 года.

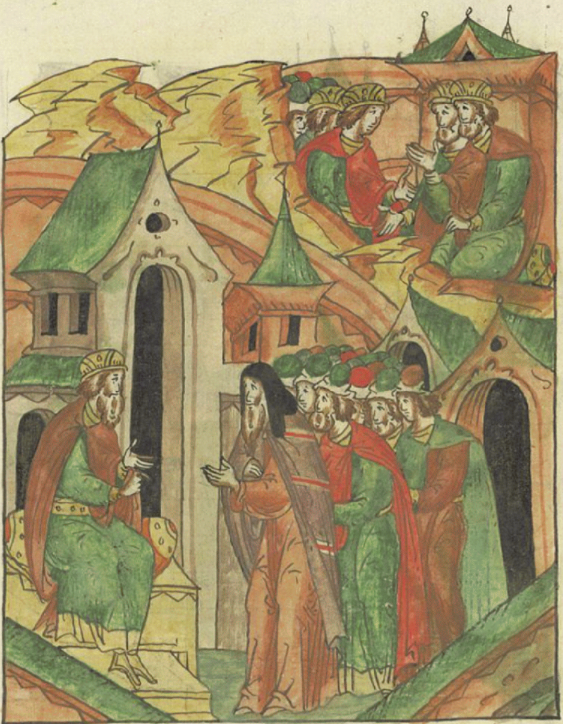
Митрополит Матфей и Всеволод III Большое Гнездо

Как и его предшественники, митрополит Матфей выступал в качестве посредника в урегулировании конфликтов между русскими князьями.
В 1211 году утвердил выбор новгородцев, которые изгнали своего прежнего архиепископа Митрофана, заподозрив в приверженности князю Всеволоду Большое Гнездо, и оставил возведённого ими в сан Антония. После смерти князя Всеволода договорился о выделении из Ростовской епархии Владимирской, и рукоположил на первую кафедру в 1214 году епископа Пахомия, на вторую в 1215 году — епископа Симона.
В 1218 году новгородцы сместили своего архиепископа Антония и вновь вернули Митрофана. Двух епископов направили в Киев, чтобы митрополит Матфей выбрал одного из них. В 1219 (1220) году митрополит назначил Митрофона архиепископом Новгородским, а Антония возвёл на Перемышльскую кафедру. Предполагается, что Антоний был первым перемышльским архиереем, и само появление этой новой кафедры связывают с влиянием утвердившегося в Галиче князя Мстислава Удатного, в чьём владении находился и Перемышль.
Скончался 19 августа 1220 года.